# Jacinto Alegre
Jacinto Alegre Pujals (Tarrasa, 24 de diciembre de 1874-Barcelona, 10 de diciembre de 1930) fue un sacerdote jesuita español. Ha sido proclamado venerable por la Iglesia católica.

## Biografía

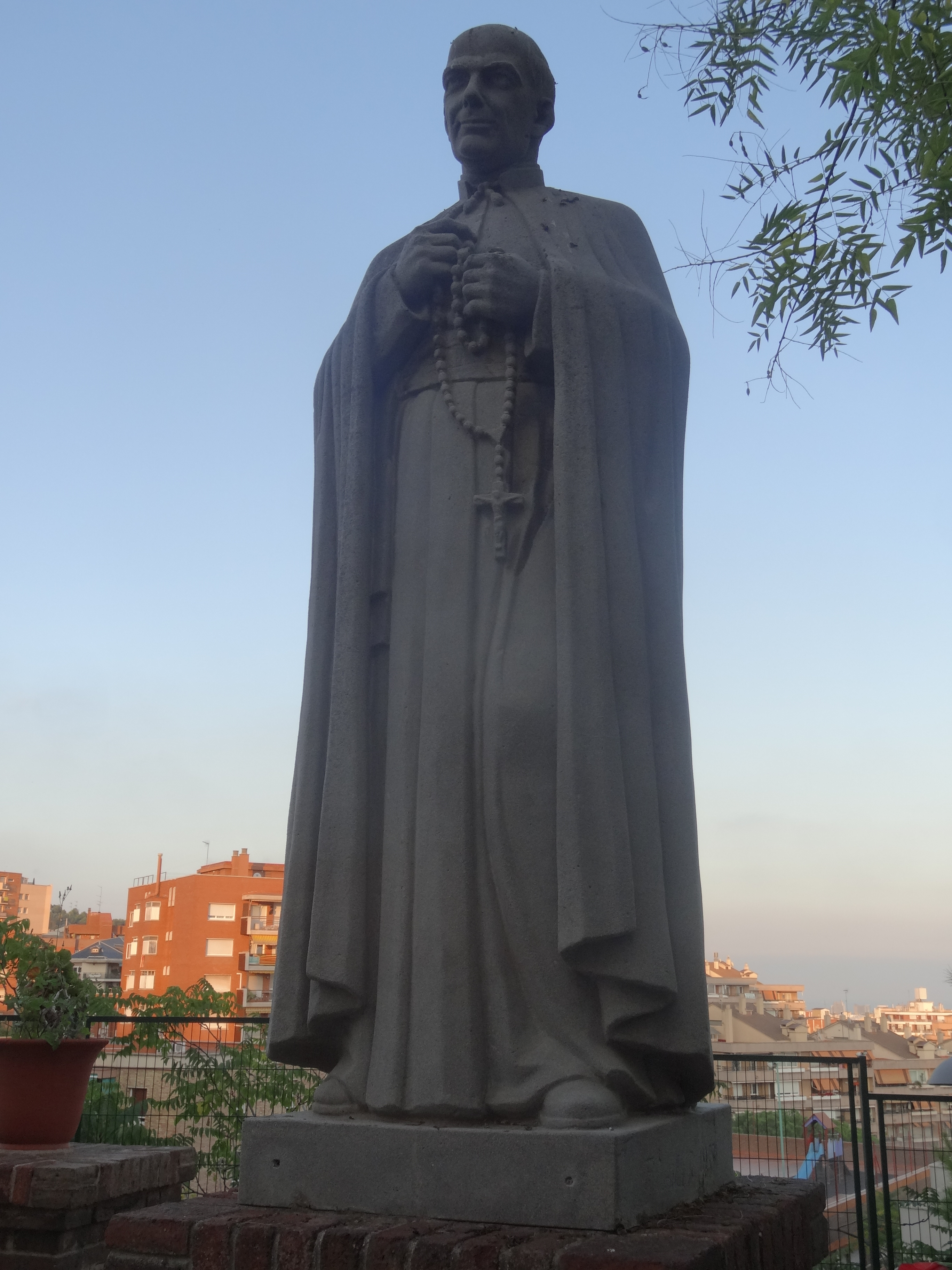
Estatua en el Cottolengo del Padre Alegre (Barcelona)

Ingresó en la Compañía de Jesús en 1892. Frecuentaba los hospitales de Barcelona y se dio cuenta de que los más pobres y necesitados estaban carentes de apoyo institucional y de asistencia. Había conocido la obra de José Benito Cottolengo en Turín y quiso crear una institución similar en Barcelona para atender este sector. Aunque murió sin ver la casa abierta, su superior, el padre Juan Guim Molet y el laico Rómulo Zaragoza, del cual era director espiritual, se comprometieron a llevar a cabo su objetivo y, en 1932, fundaron el Cottolengo del Padre Alegre en Barcelona, con el apoyo del obispo Manuel Irurita.
El 23 de octubre de 1939 fue fundada la congregación religiosa de las Hermanas Servidoras de Jesús por Dolores Permanyer i Volart, junto el padre Juan Guim Molet, con el fin de atender, siguiendo el carisma de Alegre, las necesidades del Cottolengo.
Fue proclamando siervo de Dios el 10 de diciembre de 1999. El 9 de mayo de 2014, por decreto del papa Francisco, le fueron reconocidas las virtudes heroicas, con lo cual fue elevado a venerable.
Tiene dedicada una calle en Barcelona.